# Heavy Metal (videogioco)
Heavy Metal è un videogioco di pilotaggio di veicoli militari terrestri, pubblicato nel 1990 per i computer Amiga, Amstrad CPC, Atari ST, Commodore 64, MS-DOS e ZX Spectrum dalla Access Software e in Europa dalla U.S. Gold.
Alcune edizioni per i computer a 8 bit includono in omaggio anche Beach Head, un successo della Access di diversi anni prima, con il quale Heavy Metal ha delle somiglianze.

## Modalità di gioco
Il gioco è formato da tre parti principali, ciascuna uno sparatutto alla guida di un diverso mezzo corazzato con visuale tridimensionale. Le tre sequenze d'azione si possono affrontare indipendentemente a piacimento, e i migliori punteggi ottenuti dal giocatore in ciascuna vengono salvati (si può gestire una lista di giocatori ciascuno con i suoi record); solo quando in tutte e tre si è raggiunto il limite di 5000 punti diventa accessibile una modalità campagna tattica.
Le tre sequenze d'azione e relativi veicoli sono:
- MBT M1A1 Abrams - Questa è la parte più complessa e di simulazione. Si ha una visuale in prima persona dall'interno del mezzo, con un piccolo finestrino e molta strumentazione attorno: radar, bussola, stato delle armi ecc. Uno schermetto con visuale a periscopio mostra un ingrandimento del bersaglio agganciato dal telemetro laser. Ci si aggira in un ampio spazio aperto, con controllo indipendente del mezzo e della sua torretta di cannone, e l'obiettivo è distruggere più postazioni e mezzi nemici possibile, selezionando anche il tipo di munizioni più adatto.
- ADAT (Air Defence Anti-Tank) - Uno sparatutto più semplice, sempre con visuale in prima persona; aerei e carri nemici vengono verso il mezzo del giocatore, che non si sposta ma può ruotare su sé stesso, e vanno eliminati con il cannone o con i missili. Con un mirino manuale si spara direttamente con il cannone, mentre per i missili, destinati solo agli aerei, c'è un sistema di puntamento radar con il quale si deve far combaciare il mirino.
- FAV - Qui il veicolo è visto in terza persona, dalle sue spalle. Si attraversa ad alta velocità una zona desertica evitando o distruggendo ostacoli, strutture nemiche ed elicotteri. Si può solo sterzare e sparare rasoterra. Ogni colpo o scontro distrugge subito il FAV, ma si hanno molte vite.

Nella modalità centro di comando tattico (TACC) si ha una visuale dall'alto di una mappa strategica e si controllano quattro unità che rappresentano gruppi di mezzi: uno di MBT, uno di ADAT, uno di FAV e uno di supporto a scelta del giocatore. Il numero di mezzi in ciascun gruppo e l'entità delle forze nemiche variano a ogni partita. Quando si incontra il nemico il combattimento avviene come una delle sequenze d'azione sopra descritte, a seconda di quale sia il proprio gruppo, oppure si può lasciar calcolare l'esito al computer.
L'obiettivo primario è proteggere il proprio quartier generale, che è importante anche perché le unità devono periodicamente ritornarci per rifornirsi. Spesso il nemico è soverchiante e si cerca solo di resistere il più possibile, ottenendo comunque un giudizio finale e un'eventuale promozione nel record del giocatore.